# 올레크 살렌코
올레크 아나톨리예비치 살렌코(러시아어: Оле́г Анато́льевич Сале́нко, 우크라이나어: Олег Анатолійович Саленко 올레흐 아나톨리요비치 살렌코[*], 1969년 10월 25일 ~ )는 러시아의 전 축구 선수로 과거 포지션은 공격수였으며 1994년 FIFA 월드컵 득점왕 출신이다.

## 클럽 경력
1986년 고향팀인 제니트 상트페테르부르크 입단을 통해 프로에 입문한 후 2001년 은퇴할 때까지 15년동안 디나모 키예프, CD 로그로녜스, 발렌시아 CF, 레인저스 FC, 이스탄불스포르, 코르도바 CF, 포곤 슈체친 등에서 활약하며 디나모 키예프의 1990년 소비에트 톱리그 우승, 1990년 소비에트컵 우승을 이끌었다.

## 국가대표팀 경력
러시아 U-20 대표팀 시절 1989년 FIFA U-20 월드컵에 출전하여 팀은 비록 나이지리아와의 8강전에서 승부차기 끝에 패하며 4강 진출에는 실패했지만 5골로 대회 득점왕에 오르는 기염을 토했다.
이후 1992년 우크라이나 축구 국가대표팀에 잠시 몸 담았다가 러시아 축구 국가대표팀 소속으로 1994년 FIFA 월드컵 본선에 참가하여 조별리그 3경기에서 무려 6골을 터뜨렸고 특히 전 대회에서 아프리카팀으로는 사상 처음으로 월드컵 8강 신화를 작성한 카메룬과의 조별리그 최종전에서는 무려 5골을 폭격하며 이 대회 4강 신화를 이끈 불가리아의 흐리스토 스토이치코프와 함께 공동 득점왕에 오르는 영예를 안았다.

## 국제대회 참가 목록
러시아
- 1989년 FIFA 세계 청소년 축구 선수권 대회 국가대표팀
- 1994년 FIFA 월드컵 국가대표팀

## 수상 내역
- 1989년 FIFA 세계 청소년 축구 선수권 대회 골든슈
- 1994년 FIFA 월드컵 골든슈